# Calciatrice dell'anno AIC

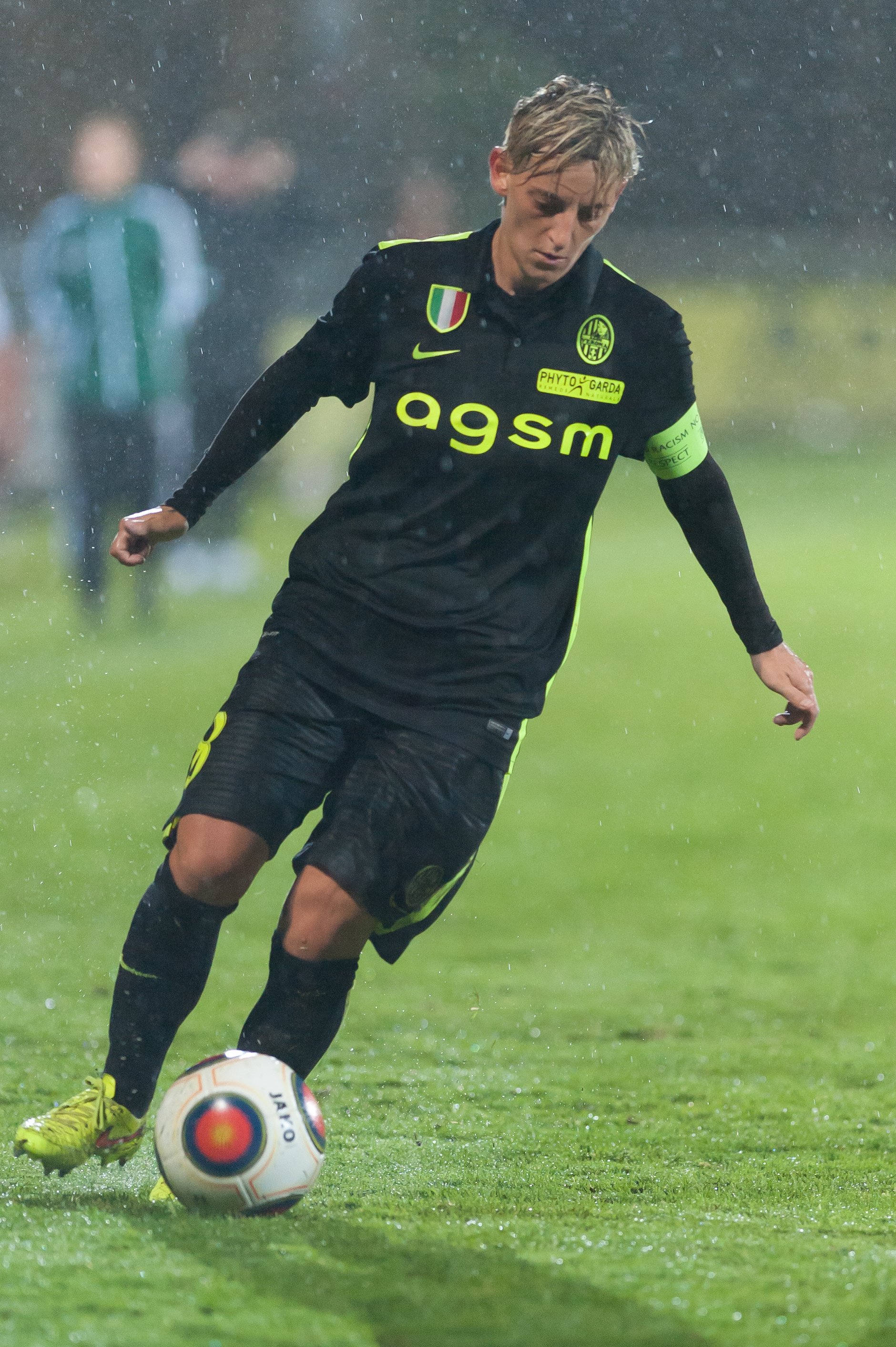
L'italiana Melania Gabbiadini, per 4 volte calciatrice dell'anno AIC.

Il titolo di Calciatrice dell'anno AIC è un premio calcistico assegnato nella serata del Gran Galà del calcio AIC dall'Associazione Italiana Calciatori.
È premiata una calciatrice che militi nel campionato di calcio italiano di Serie A e che si sia distinta per le sue positive prestazioni nella stagione calcistica precedente. Il riconoscimento è stato istituito nel 2012.

## Albo d'oro
| Anno          | Giocatore          | Nazionalità | Squadra          |
| ------------- | ------------------ | ----------- | ---------------- |
| 2012 Dettagli | Melania Gabbiadini | Italia      | Bardolino Verona |
| 2013 Dettagli | Melania Gabbiadini | Italia      | Bardolino Verona |
| 2014 Dettagli | Melania Gabbiadini | Italia      | AGSM Verona      |
| 2015 Dettagli | Melania Gabbiadini | Italia      | AGSM Verona      |
| 2016 Dettagli | Barbara Bonansea   | Italia      | Brescia          |
| 2017 Dettagli | Alia Guagni        | Italia      | Fiorentina       |
| 2018 Dettagli | Alia Guagni        | Italia      | Fiorentina       |
| 2019 Dettagli | Manuela Giugliano  | Italia      | Milan            |
| 2020 Dettagli | Cristiana Girelli  | Italia      | Juventus         |
| 2021 Dettagli | Cristiana Girelli  | Italia      | Juventus         |
| 2022 Dettagli | Lisa Boattin       | Italia      | Juventus         |
| 2023 Dettagli | Tabitha Chawinga   | Malawi      | Inter            |
| 2024 Dettagli | Manuela Giugliano  | Italia      | Roma             |

## Vincitrici
- 4 premi
  - Melania Gabbiadini.
- 2 premi
  - Cristiana Girelli, Alia Guagni, Manuela Giugliano.
- 1 premio
  - Lisa Boattin, Barbara Bonansea, Tabitha Chawinga.

## Classifica per club
| Club        | Calciatrici | Premi |
| ----------- | ----------- | ----- |
| AGSM Verona | 1           | 4     |
| Juventus    | 2           | 3     |
| Fiorentina  | 1           | 2     |
| Brescia     | 1           | 1     |
| Inter       | 1           | 1     |
| Milan       | 1           | 1     |
| Roma        | 1           | 1     |